# اليوم العالمي للطيران المدني
اليوم العالمي للطيران المدني ويوافق السابع من ديسمبر من كل عام حسب ما أعلنته الجمعية العامة للأمم المتحدة عام 1996 
بدأت منظمة الطيران المدني الدولي بالإحتفال بهذا اليوم منذ 7 ديسمبر 1994، والذي يوافق الذكرى الخمسين لتوقيع اتفاقية الطيران المدني الدولي الذي تم عقدها في شيكاغو عام 1944م لإرساء التعاون في مجال النقل الجوي بين الدول.
الغرض من هذا اليوم هو التعرف على أهمية الطيران، وخاصة النقل الجوي الدولي، ودوره في التنمية الإجتماعية والإقتصادية في العالم. كما يساعد على تعزيز الوعي لأهمية الطيران الدولي في التنمية الإجتماعية والإقتصادية بين الدول، ودور منظمة الطيران الدولي في مساعدة الدول على التعاون وإدراك أهمية شبكات النقل السريع لخدمة البشرية جمعاء.

## محصلة 75 عاماً من الربط الجوي الدولي
- نقل أكثر من 4 مليارات مسافراً سنوياً حول العالم.
- دعم 65.5 مليون وظيفة حول العالم في مختلف المجالات بسبب النشاط الإقتصادي والسياحي للطيران.
- تحقيق عوائد مالية بقيمة 2.7 تريليون دولار أمريكي في النشاط الإقتصادي العالمي.
- إتاحة فرص عمل لأكثر من 10 ملايين رجل وامرأة في مجال الطيران لضمان تشغيل قرابة 120 ألف رحلة ونقل ما يصل إلى حوالي 12 مليون مسافراً بشكل يومي وإيصالهم إلى وجهاتهم بأمان.
- مساهمة قطاع الطيران في دعم النشاط الاقتصاد العالمي بما لا يقل عن 3.6 بالمئة، وفق بحث أجرته مجموعة عمل النقل الجوي (ATAG).

## وصلات خارجية
- الصفحة الرسمية لليوم العالمي للطيران المدني على موقع ICAO